# David Papajík
David Papajík (* 4. října 1971 Olomouc) je český historik. Vyučuje na katedře historie Filozofické fakulty Univerzity Palackého v Olomouci. Zaměřuje se na vývoj šlechty ve středověku v Čechách a na Moravě, majetkové změny na Moravě ve 14.–16. století a dějiny obcí.

## Kariéra
Mezi lety 1985 a 1990 studoval na Gymnáziu Olomouc-Hejčín. Od roku 1990 do roku 1995 absolvoval Filozofickou fakultu Univerzity Palackého v Olomouci, obor historie – politologie. Následně zde do roku 1999 absolvoval interní postgraduální studium, obor historie – české a slovenské dějiny. Mezi lety 1999 a 2006 na katedře historie této univerzity působil jako odborný asistent. V roce 2006 se na téže fakultě habilitoval a v roce 2007 vykonal rigorózní zkoušku. Od roku 2008 působí jako docent i na Katedře historie Filozofické fakulty Katolické univerzity v Ružomberku. V roce 2014 úspěšně dokončil profesorské řízení na Univerzitě Hradec Králové a byl jmenován profesorem pro obor české a československé dějiny.
Je autorem celkem 14 odborných monografií a dalších 4 monografií je spoluautorem. Rovněž je autorem 46 studií publikovaných v mezinárodně uznávaných periodikách a 25 studií publikovaných v ostatních periodikách nebo sbornících.

## Publikace
- Paměti obce Náměště na Hané. Náměšť na Hané 1996 (64 stran, ISBN 80-85-973-20-0)
- Dějiny obcí Bílovic a Lutotína. Bílovice-Lutotín 2001 (136 stran, ISBN 80-86200-52-3)
- Dějiny obcí Těšetice, Rataje a Vojnice. Těšetice 2003 (260 stran, ISBN 80-85600-85-4)
- Dějiny obce Topolany. Olomouc 2003 (154 stran, ISBN 80-85600-87-0)
- Majetkové poměry na střední Moravě ve 14.-16. století. Olomouc 2003 (194 stran, ISBN 80-244-0674-8)
- Dějiny obce Říkovice. Říkovice 2004 (186 stran, ISBN 80-85600-90-0)
- (spoluautor): Zábřeh – 750 let. Zábřeh 2004 (178 stran, nemá ISBN)
- (spoluautor): Dějiny města Kelče. Kelč 2004 (446 stran, ISBN 80-85600-91-9)
- Páni ze Sovince. Dějiny rodu moravských sudích. Praha, Nakladatelství Lidové noviny 2005 (408 stran, ISBN 80-7106-735-0).
- Dějiny obcí Lutín a Třebčín. Lutín 2005 (274 stran, ISBN 80-85600-98-6).
- (spoluautor): Dějiny obce Hlubočky. Hlubočky 2006 (342 stran, ISBN 80-85600-99-4).
- Páni z Holštejna. Významný, ale zapomenutý panský rod. České Budějovice, Veduta 2007 (306 stran, ISBN 978-80-86829-24-1)
- Švábenicové. Velcí kolonizátoři a jejich následovníci. Praha, Nakladatelství Lidové noviny 2009 (552 stran, ISBN 978-80-7422-004-3).
- Jan Čapek ze Sán. Jezdec na konec světa. Vojevůdce, kondotiér a zbohatlík 15. století. České Budějovice, Veduta 2011 (362 stran, ISBN 978-80-86829-63-0).
- Dějiny obce Stará Ves. Stará Ves 2011 (162 stran, ISBN 978-80-86247-07-6).
- Dějiny Radíkova. Olomouc 2014 (168 stran, ISBN 978-80-87602-26-3).
- Ladislav Pohrobek (1440-1457). Uherský a český král. České Budějovice: Veduta, 2016 (472 stran, ISBN 978-80-88030-12-6).
- (spoluautor) Dějiny Hněvotína. Hněvotín 2018 (412 stran, ISBN 978-80-86247-21-2)
- (spoluautor) Albert ze Šternberka. Arcibiskup, zakladatel, mecenáš a diplomat doby Karla IV. Praha 2021 (424 stran, ISBN 978-80-7601-541-8).

## Členství a funkce v komisích, radách nebo jiných orgánech souvisejících s oborem
- člen Vlastivědné a muzejní společnosti v Brně
- člen Matice moravské v Brně
- hlavní redaktor Knižnice Locus
- lektor odborných textů publikovaných v časopise Vlastivědný věstník moravský
- lektor vzdělávací agentury ANAG
- člen Kabinetu regionálních dějin při Katedře historie FF UP v Olomouci
- člen redakční rady Ružomberského historického zborníku (Slovensko)
- vedoucí redaktor zahraničního časopisu Kultúrne dejiny (Slovensko)
- člen zkušební komise pro doktorské řízení na Cyrilometodějské teologické fakultě UP v Olomouci
- člen komise pro Magisterské státní závěrečné zkoušky oboru Historie na FF UP v Olomouci
- člen komise pro Magisterské státní závěrečné zkoušky oboru Historie-Starší dějiny na FF UP v Olomouci
- člen komise pro Bakalářské státní závěrečné zkoušky oboru Historie na FF UP v Olomouci
- člen komise pro Bakalářské státní zkoušky oboru Historie na FF KU v Ružomberku
- člen komise pro Magisterské státní zkoušky oboru Historie na FF KU v Ružomberku
- člen oborové rady historie pro doktorské studium na FF UP v Olomouci
- člen oborové rady historie pro doktorské studium na FF KU v Ružomberku

## Ocenění
- Udělení Čestného uznání rektorky UP v Olomouci za vědeckou monografii Páni ze Sovince. Dějiny rodu moravských sudích (Olomouc, 25. 11. 2005)
- Udělení Ceny Josefa Pekaře za nejlepší monografii v oboru historie za rok 2005 autora do 35 let v České republice za knihu Páni ze Sovince. Dějiny rodu moravských sudích, udílené Sdružením historiků České republiky a Pekařovou společností Českého ráje na IX. sjezdu českých historiků v Pardubicích (Pardubice, 8. 9. 2006)
- Udělení Čestného uznání rektora UP v Olomouci za vědeckou monografii Páni z Holštejna. Významný, ale zapomenutý panský rod (Olomouc, 21. 2. 2008)
- Udělení Čestného uznání rektora UP v Olomouci za vědeckou monografii Švábenicové. Velcí kolonizátoři a jejich následovníci. (Olomouc, 22. 2. 2011).